# Gerhard Hübler
Gerhard Hübler (* 7. März 1919; † 31. Juli 1999 in Dithmarschen) war ein deutscher Fußballspieler, der in Leipzig, Halle (Saale) und Dessau in der DDR-Oberliga, der höchsten Spielklasse im DDR-Fußball, aktiv war.

## Sportliche Laufbahn
In der Saison 1948/49 stand Gerhard Hübler im Aufgebot der SG Leipzig-Leutzsch, aus der im Laufe der Spielzeit die ZSG Industrie Leipzig wurde. Mit dieser  wurde Hübler Dritter der sächsischen Fußballmeisterschaft. Damit qualifizierten sich die Leipziger für die erste Saison der DS-Liga, dem Vorgänger der späteren DDR-Oberliga. In der Spielzeit 1949/50 bestritt Hübler für die ZSG 17 der 26 Ligaspiele, in denen er überwiegend als Mittelstürmer eingesetzt wurde. Mit 13 Toren wurde er Torschützenkönig seiner Mannschaft. Zur Saison 1950/51 wechselte Hübler innerhalb der Oberliga zur Betriebssportgemeinschaft (BSG) Turbine Halle. Dort funktionierte Trainer Alfred Schulz Hübler zum Mittelfeldspieler um, setzte ihn aber in den 34 Punktspielen sporadisch nur elfmal ein. So verlor Hübler seine bisherige Torgefährlichkeit und kam nur zu einem Treffer. Nach den unten genannten Quellen spielte Hüber am 7. Saisonspieltag beim Ligakonkurrenten BSG Motor Dessau, der zahlreiche gesperrte Spiele ersetzen musste, und wurde dort als Abwehrspieler eingesetzt. Zu Beginn der Saison 1951/52 schloss sich Hübner dem zweitklassigen DDR-Ligisten BSG Einheit Ost Leipzig an. Von den 22 Ligaspielen bestritt er hauptsächlich als Mittelstürmer 16 Partien und kam mit vier Toren zum Erfolg. Nach dem 17. Spieltag wurde der 33-Jährige nicht mehr in der DDR-Liga eingesetzt und tauchte auch danach nicht mehr im höheren Ligenbereich auf. 
Später lebte er in Westdeutschland und betrieb dort ein Handelsgewerbe.